# Besleria ferreyrae
Besleria ferreyrae är en tvåhjärtbladig växtart som beskrevs av Conrad Vernon Morton. Besleria ferreyrae ingår i släktet Besleria och familjen Gesneriaceae. Inga underarter finns listade i Catalogue of Life.